# Городище (Великомежиричская сельская община)
Городи́ще (укр. Городище) — село в Великомежиричской сельской общине Ровненского района Ровненской области Украины.
До 2020 года входило в Корецкий район.
Население по переписи 2001 года составляло 397 человек. Почтовый индекс — 34732. Телефонный код — 3651.